# David Starr Jordan
David Starr Jordan (Gainesville, 19 gennaio 1851 – Stanford, 19 settembre 1931) è stato un naturalista statunitense.

## Biografia
Fu il principale ittiologo degli inizi del XX secolo. Scrisse 650 articoli e libri su questo tema, oltre ad essere stato il presidente dell'Università dell'Indiana e il primo presidente dell'Università di Stanford.
Fu un attivo pacifista: fu presidente della Fondazione Mondiale per la Pace dal 1910 al 1914.
Fu un grande sostenitore del Eugenetica, così come del razzismo scientifico e credeva in una gerarchia dettata dalla razza.

## Riconoscimenti
A lui è dedicato il nome scientifico di un pesce d'acqua dolce, Jordanella floridae.
| D.S.Jord. è l'abbreviazione standard utilizzata per le piante descritte da David Starr Jordan. Consulta l'elenco delle piante assegnate a questo autore dall'IPNI. |

| Jordan è l'abbreviazione standard utilizzata per le specie animali descritte da David Starr Jordan. Categoria:Taxa classificati da David Starr Jordan |